# Саббат, Казимеж
Казимеж Александр Саббат (пол. Kazimierz Aleksander Sabbat; 27 февраля 1913, с. Белины Келецкая губерния, Царство Польское, Российская империя (ныне Свентокшиского воеводства Польши) — 19 июля 1989, Лондон) — польский политический и государственный деятель, премьер-министр правительства Польши в изгнании (1976—1986) и Президент Польши (в изгнании, с 8 апреля 1986 по 19 июля 1989 года).

## Биография
Сын музыканта. До 1939 года изучал право в Варшавском университете. Участник Второй мировой войны. Служил во флоте, с кораблями ВМФ Польши ушёл в Англию. Имел ранения. В конце войны был референтом Генерального штаба по делам молодёжи.
В 1948 году демобилизован. Занялся бизнесом. Участвовал в общественной жизни поляков в эмиграции. Работал в исполнительных органах движения национального единства.
В 1976—1986 годах — премьер, а с 1979 года — одновременно министр иностранных дел правительства Польши в изгнании
В 1986—1989 годах — Президент Польши (в изгнании).
Умер от сердечного приступа. Похоронен на лондонском кладбище Ганнерсбьюри).

## Награды
- 1986 — Орден Белого орла (Польша)
- 1986 — Кавалер Большого креста Ордена Возрождения Польши